# Orbital (grup)
|  | Aquest article tracta sobre el grup de música. Si cerqueu altres grups, vegeu «orbital». |

Orbital és un grup anglès de música techno i breakbeat, format pels germans Paul i Phil Hartnoll. El duet musical agafà el nom de la via de circumval·lació del Gran Londres, l'autopista M25, la qual va ser central en l'escena rave dels primers temps de l'acid-house. A més, la portada de tres dels seus àlbums mostra orbitals atòmics estilitzats. Orbital ha tingut un notable èxit de crítica i comercial i són coneguts sobretot per la seva improvisació en directe. Inicialment van ser influenciats per la música electro i el punk rock.
La principal etapa creativa d'Orbital va ser del 1989 al 2004. Des d'aleshores s'han reunit dues vegades durant la dècada del 2010, produint nous àlbums cada cop.

## Discografia
- 1991 - Orbital (també conegut com a Green Album)
- 1993 - Orbital 2 (conegut com a Brown Album)
- 1994 - Snivilisation
- 1996 - In Sides #5 UK
- 1997 - Event Horizon (BSO)
- 1999 - The Middle of Nowhere
- 2001 - The Altogether[3]
- 2002 - Back to Mine
- 2002 - Work 1989-2002 (Col·lecció de singles i rareses)
- 2003 - Octane (BSO)
- 2004 - Blue Album
- 2005 - Halcyon (Recopilació)
- 2007 - Orbital: Live at Glastonbury 1994–2004
- 2009 - Orbital 20
- 2012 - Wonky
- 2018 - Monsters Exist